# Romário de Souza Faria Filho
Romário de Souza Faria Filho (sinh ngày 20 tháng 9 năm 1993) là một cầu thủ bóng đá người Brasil.

## Sự nghiệp câu lạc bộ
Romário de Souza Faria Filho đã từng chơi cho Zweigen Kanazawa.